# Liuti
I liuti sono una classe di strumenti musicali posta all'interno dei cordofoni composti, indicata nella classificazione Hornbostel-Sachs con il codice 321.
A loro volta si dividono in tre classi: i liuti arcuati, i liuti a giogo (meglio conosciuti come "lire") e 
liuti a manico (al cui interno si trovano gli strumenti delle famiglie della chitarra e del violino).

## Caratteristiche
I liuti sono strumenti a una o più corde, disposta/e parallelamente alla tavola sonora.
Si suddividono in:
- liuti arcuati (codice 321.1), in cui ogni corda ha il proprio supporto, che è un arco flessibile;
- liuti a giogo (codice 321.2), meglio conosciuti come "lire", in cui le corde sono fissate a un giogo che giace sul piano della tavola sonora, come ad esempio la lira e la cetra;
- liuti a manico (codice 321.3), in cui le corde corrono lungo un manico:
  - liuti a punta (codice 321.31), come ad esempio il sintir e lo sanshin;
  - liuti a collo (codice 321.32):
    - liuti a collo, a fondo tondo (codice 321.321), come ad esempio il liuto, il mandolino, la balalaika e il bouzouki;
    - liuti a collo, a fondo piatto (codice 321.322), come ad esempio la chitarra, il banjo e gli strumenti della famiglia del violino.